# Andrea Mana
Andrea Mana, escultor de Albania. Autor, junto con Odhise Paskali y Janaq Paço, de la estatua ecuestre de  Skanderbeg, que se encuentran en la plaza Skanderberg de Tirana. 

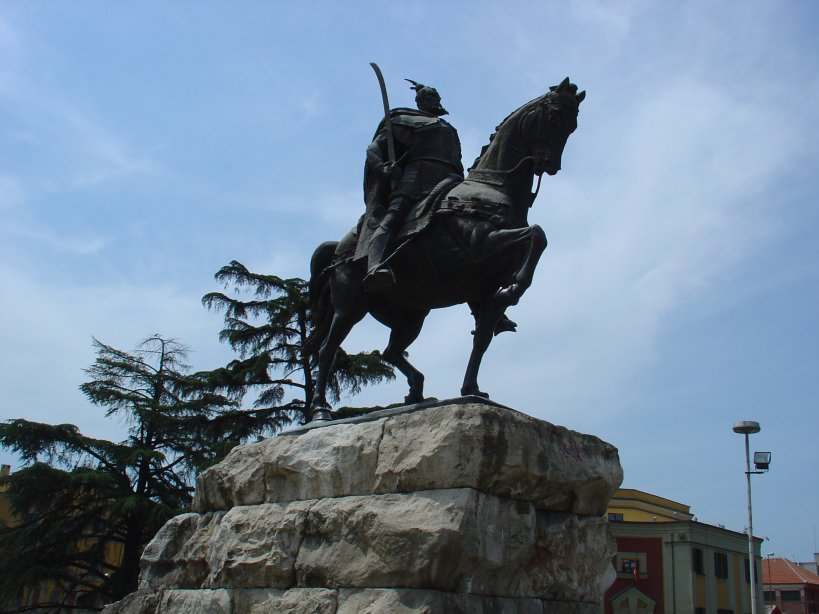
Estatua de Skanderbeg en la Plaza Skanderbeges, obra de Odhise Paskali junto a Andrea Mana y Janaq Paço

## Obra
Las referencias biográficas de Andrea Mana están encadenadas irremediablemente a su colaboración en la monumental estatua ecuestre de' Skanderbeg, que se encuentran en la plaza Skanderberg de Tirana. 
Esta obra fue inaugurada en 1968, conmemorando el 500 aniversario de la muerte de Gjergj Kastriot.
La figura del héroe nacional albanés, se ha convertido en un icono de la escultura de este país.
Es el autor junto a Perikli Çuli, Fuat Dushku y Dhimo Gogollari del monumento Heroínas de Mirdita (en albanés: Heroinat e Mirditës). Instalado en 1970 en Mirdita, actualmente este bronce ha desaparecido.